# پورتر (مینه‌سوتا)
پورتر، مینه‌سوتا (به انگلیسی: Porter, Minnesota) یک شهر در ایالات متحده آمریکا است که در شهرستان یلو مدیسن، مینه‌سوتا واقع شده‌است.

## تاریخچه
نقشه پورتر در سال 1881 میلادی همزمان با طرح راه آهن پایه ریزی شد. یک دفتر پستی از سال 1882 نیز در آن فعال است.

## خصوصیات
پورتر ۵٫۹۳ کیلومترمربع مساحت و ۱۸۳ نفر جمعیت دارد و ۳۶۷ متر بالاتر از سطح دریا واقع شده‌است.